# Asiacentistes
Asiacentistes (лат.) — род мелких паразитических наездников трибы Centistini из подсемейства Euphorinae (Braconidae). Дальний Восток России, Восточная Азия.

## Описание
Мелкие бракониды (около 3 мм). Усики 30—35-члениковые. Род Asiacentistes отличается от других крылатых Euphorinae следующими признаками: 1) наличие скулового шва, но иногда неполного; 2) отсутствие жилки 1-SR переднего крыла; 3) полностью склеротизированной жилкой M+CU1 переднего крыла; 4) задняя голень с отчетливыми мелкими редкими шипами на внешней стороне; 5) очень мелким и неглубоким латеропе первого тергита метасомы; 6) толстой и густо опушенной на конце оболочкой яйцеклада. Биология неизвестна.
Род Asiacentistes был впервые выделен в 1995 году российским гименоптерологом Сергеем Александровичем Белокобыльским (Зоологический институт РАН, Санкт-Петербург, Россия) для типового вида Centistes alekseevi.
- Asiacentistes alekseevi (Belokobylskij, 1992)[2]
- Asiacentistes sinicus Chen & Belokobylskij, 2001[4]

## Распространение
Дальний Восток России, восточный Китай (Цзянсу, Чжэцзян), Корея, Тайвань, Япония.